# Субстантивація
Субстантивація (лат. substantīvum «іменник») — семантично-синтаксичний перехід прикметника й дієприкметника (зрідка іншої частини мови) в іменник, причому такий прикметник уживається вже лише у функції іменника.
Повна субстантивація — кошовий, хорунжий, ланкова, подушне — первісно це атрибути до іменників, які тут давно забулися. Можливе ще й прикметникове вживання — гайовий, минуле, невідома. [прояснити]
За контекстової субстантивації атрибутовий характер прикметника ще цілком відчутний — крайній лави побіг першим.
Субстантивація широко вживається зокрема в науковій термінології. Її досліджували Д. Гринчишин, Й. Дзендзелівський, М. Леонова й ін.